# Mark Jonas
Mark Jonas (n. 17 de octubre de 1974, Washington D. C.), es un ex futbolista estadounidense, que tenía la posición de mediocampista en su carrera profesional en el interior de los Estados Unidos y ligas inferiores de la división al aire libre. El tuvo solo una participación con la Selección de fútbol de los Estados Unidos en categorías mayores. En ese mismo año, Mark Jonas participó en la Copa Mundial de Fútbol Sub-17 de 1991 realizada en Italia, con su selección nacional, en donde ganó los tres partidos en la primera ronda, pero en los cuartos de final cayeron eliminados ante Qatar luego de una derrota por 5–4 en los penales. Entre los años 1985 y 2000, Mark Jonas era miembro del club de fútbol Bethesda Athletic F.C.. Mark Jonas utilizaba las posiciones de delantero y mediocampista durante su carrera como futbolista.

## Debut
Mark Jonas debutó en la Selección de fútbol de los Estados Unidos, a los 10 años de edad, en el año 1984.

## Retiro
Mark Jonas se retiró de la Selección de fútbol de los Estados Unidos, a los 27 años de edad, en el año 2001.